# Коста Биков
Коста Димитров Биков е български режисьор, актьор и сценарист.

## Биография
Роден на 17 декември 1944 г. в град Ракитово. Има арумънски произход. Средното си образование завършва в Техникум по механотехника в Пловдив през 1963 г., а след това завършва приборостроене във ВМЕИ „В. И. Ленин“ през 1971 г. През 1979 г. завършва ВИТИЗ „Кръстьо Сарафов“ със специалност кинорежисура.

## Филмография
Като режисьор
- Зачеркнатият класик (2006) – сърежисьор Оскар Кристанов, сц. Оскар Кристанов,  за Иван Пенков
- Великото сбогуване (2005)
- В главната роля - Стефан Данаилов (2002)
- Опит за мълчание (1998)
- Разводи, разводи (1989)
- Живот до поискване (1987)
- Гнездо за думи (1985) – тв новела
- Прилив на нежност (1983)

Като актьор
- Денят на владетелите (1986) Избу (във II-ра част)
- Чуй петела (1978) Френският войник

Като сценарист
- Великото сбогуване (2005)
- Лазарица (2005)
- Опит за мълчание (1998)